# 杰索尔沙达尔乌帕齐拉
杰索尔沙达尔乌帕齐拉（英語：Jessore Sadar Upazila）是孟加拉国库尔纳专区杰索尔县的一个乌帕齐拉。

## 地理
该地位于23°10′05″N 89°12′15″E / 23.1681°N 89.2042°E，共有94348户家庭，总面积为435.22平方千米。
根据1991年的孟加拉国人口普查，该地的总人口为530582人，其中男性人口占总人口的52.85%，女性占47.15%，18岁以上的人口有281108人。